# Sturla Þórðarson (el viejo)
No confundir con su nieto Sturla Þórðarson del mismo nombre, historiador y pupilo de Snorri Sturluson.
Sturla Þórðarson (también Hvamm-Sturla, 1115-1183) fue un caudillo de Hvammr en la Islandia medieval, goði del clan familiar de los Snorrungar y patriarca de su propio y poderoso clan, los Sturlungar en el siglo XII. Heredero de otro gran terrateniente y colono Þórður Gilsson, con él nace la leyenda de los Sturlung que jugarían un papel principal durante el periodo de la Mancomunidad Islandesa y la guerra civil islandesa (Sturlungaöld).
Sturla estuvo en constante conflicto con otro colono, Einar Þorgilsson de Staðarhóll y muchos otros caudillos islandeses. Jón Loftsson, hombre muy respetado y caudillo del clan Oddaverjar, medió en esas disputas y por ello le fue confiada la educación del hijo de Sturla, Snorri Sturluson, quien más tarde sería el personaje más influyente de los Sturlung, y mucho más famoso por su aportación a la literatura medieval escandinava. 

## Herencia
Se conocen dos relaciones consumadas:
- Ingibjörg Þorgeirsdóttir, hija de Þorgeir Hallason (m. 1169) de los Ljósvetningar, con quien no hubo descendencia.

- Guðný Böðvarsdóttir (1147-1221), una hija de Böðvar Þórðarson de Garðar á Akranesi, con quien tuvo cinco hijos, entre los que destacan Snorri Sturluson, Þórður Sturluson y Sigvatr Sturluson.[5]